# 温带干旱半干旱气候
温带干旱半干旱气候，其中温带干旱气候又称温带沙漠气候，温带半干旱气候又称温带草原气候。是周淑貞氣候分類法裡中緯度氣候帶的一種氣侯類型，此外，在柯本气候分类法中也有这一气候类型，代号为BWk和BSk。

## 气候特征
冬冷夏热，年温差大，降水集中夏季 ，年雨量未达600mm，四季分明，大陆性强。

## 分布与成因
该气候区在北半球占有很大面积，分布在北纬35-50的亚洲和北美大陆中心部分，终年在大陆气团控制下，因此气候干燥。在南半球中，南美洲阿根廷的大西洋冷洋流沿岸，正当西风带的雨影区域，又有安第斯山脉屏峙，西风过山后下沉，因此形成全年少雨的巴塔哥尼亚干旱气候区。

## 气候亚型

### 降水季节分配
- 夏雨型：夏季受海洋季风影响，加上夏季易发生对流天气而多雨。
- 冬雨型：接近地中海气候区，冬雨偏多。

### 降水多少
- 干旱气候：又称温带沙漠气候[3]，年降水量在200毫米以下者。
- 半干旱气候：又称温带草原气候[3]，年降水量在200毫米以上，400毫米以下。

## 植被类型
温带半干旱气候区，因水分条件较好，对应植被类型为温带草原，典型土壤为黑钙土；温带干旱气候对应植被类型为温带荒漠，土壤是荒漠土。 

## 代表城市

### 干旱气候
- 中华人民共和国 乌鲁木齐等西北干旱区[5]
- 中华人民共和国 银川
- 塔什干
- 撒馬爾罕
- 阿什哈巴德

### 半干旱气候
- 中华人民共和国 呼和浩特
- 中华人民共和国 兰州
- 蒙古国 乌兰巴托
- 美国 俾斯麦
- 比什凱克
- 奧什
- 阿拉木圖
- 努爾蘇丹
- 杜尚別
- 阿富汗 喀布爾